# Klubbträskets naturreservat
Klubbträskets naturreservat är ett naturreservat i Östhammars kommun i Uppsala län.
Området är naturskyddat sedan 2024 och är 11 hektar stort. Reservatet ligger söder om Forsmark och består av äldre grandominerad barrblandskog, sumpskog samt hällmarkstallskog.